# Середа, Иван Емельянович
Ива́н Емелья́нович Середа́ (укр. Іван Омелянович Середа; 20 мая 1918 — 13 марта 1995) — советский и украинский учёный-правовед, специалист в области колхозного права, доктор юридических наук (1976), профессор (1977), проректор Одесского государственного университета имени И. И. Мечникова.

## Биография
Иван Емельянович Середа родился 20 мая 1918 года в  Харьковской губернии. Трудовую деятельность начал в 1936 г. в колхозе, затем учился на Харьковском рабфаке и в юридическом институте, который закончил в 1941 году. Был эвакуирован в Павлоград, где работал директором школы. Потом приехал в Одессу и до 1946 г работал судьей Приморского района Одессы, затем заместителем председателя областного суда, заместителем начальника областного управления юстиции, а с 1947 г. перешёл на преподавательскую работу.
В 1947—1953 годах работал преподавателем Одесского государственного университета. В 1948 году был назначен деканом возрожденного юридического факультета, который возглавлял до 1953 г. После ликвидации факультета до 1969 года, работал преподавателем в Одесском филиале Всесоюзного юридического заочного института, а с 1960 года — доцентом кафедры специальных правовых дисциплин.
С марта 1971 года по сентябрь 1982 года работал проректором по вечернему и заочному обучению, учебной работе  (курировал гуманитарные факультеты)  Одесского госуниверситета. с декабря 1986 по март 1995 И. А. Середа был профессором кафедры трудового, земельного и сельскохозяйственного права.  Несколько лет  возглавлял профком сотрудников университета (1963—1968 гг.).
Иван Емельянович Середа скончался 13 марта 1995 года.

## Научная деятельность
Кандидатскую диссертацию, посвященную сделке контрактации сельскохозяйственной продукции,  защитил в 1950 году в Ленинградском университете (научный руководитель профессор Л. И. Дембо). Диссертация на соискание ученого звания доктора юридических наук по проблемам субъективных прав и обязанностей членов колхозов защищена в 1974 году в Харьковском юридическом институте.

### Научные интересы и труды
- Право приусадебного колхозного двора. — М.: Юрид. лит., 60 с. (1964, учебник);
- Личные и имущественные права и обязанности колхозников. — Одесса, 39 с. (1965, учебник);
- Права и обязанности колхозников. — Одесса, (1972, учебник);
- Юридическая природа прав и обязанностей членов колхоза: Учеб. пособие / Отв. ред. П. Р. Стависский. — Одесса, 1973—132 с.;
- Правовое регулирование социального страхования колхозников / Середа И. Е., Сирота И. М., Янчук В. 3. — К.;
- Одесса: Вища шк., 71 с. (1976, учебник);
- Правосубъектность членов колхоза: Учеб. пособие. — Одесса, 37 с. (1976, учебник);
- Советское колхозное право / Середа И. Е., Янчук В. 3., Козырь М. И., Беляева 3. С. — М.: Юрид. лит., 1978. — 470 с.;
- Примірний статут колгоспу: Наук.-прак. коментар / Середа І. О., Янчук В. 3., Шелестов В. С. — К.: Урожай, 1988. — 300 с.

## Награды
- Медаль «За доблестный труд в Великой Отечественной войне 1941—1945 гг.»